# Ніїкаппу (Хоккайдо)

42°21′45″ пн. ш. 142°19′7″ сх. д. / 42.36250° пн. ш. 142.31861° сх. д.
Ніїка́ппу (яп. 新冠町, にいかっぷちょう, МФА: [ɲiːkap̚.pu t͡ɕoː]) — містечко в Японії, в повіті Ніїкаппу округу Хідака префектури Хоккайдо. Станом на 1 жовтня 2008 року площа містечка становила 585,88 км². Станом на 31 березня 2017 населення містечка становило 5664 осіб.